# ست پلام
است پلام (به انگلیسی: Seth Plum) بازیکن فوتبال زادهٔ ۱۵ ژوئیه ۱۸۹۹ اهل انگلستان بود که سابقهٔ بازی در تیم ملی فوتبال انگلستان را در کارنامهٔ خود دارد. وی در تاریخ ۱۰ مه ۱۹۲۳ تنها بازی ملی خود را در مقابل تیم ملی فوتبال فرانسه انجام داد.